# IndyCar Series 2014
Die Verizon IndyCar Series 2014 war die 19. Saison der amerikanischen IndyCar Series und die 93. Meisterschaftssaison im US-amerikanischen Monoposto-Sport. Will Power sicherte sich den Titel. Ryan Hunter-Reay gewann das Indy 500.

## Regeländerungen

### Sportliche Änderungen
Das Punktesystem wurde ein weiteres Mal angepasst. Für die drei Rennen der Triple Crown, die als einzige Rennen über eine Distanz von 500 Meilen gehen, werden doppelte Punkte vergeben. Das Punkteschema sowie das Format der Qualifikation zum Indianapolis 500 wurde ebenfalls überarbeitet. Damit werden die Ovalrennen, deren Anzahl im Laufe der Jahre zurückgegangen ist, in dieser Saison wieder stärker gewichtet.
Strafversetzungen für vorzeitige Motorenwechsel wurden abgeschafft. Falls ein Motor die geplante Laufleistung von 2.500 Meilen erreicht, erhält der Hersteller zehn Bonuspunkte in der Herstellerwertung. Wird die Mindestlaufleistung nicht erreicht, werden dem Hersteller zehn Punkte in der Herstellerwertung abgezogen. Die Herstellerwertung wurde an das System der Fahrerwertung angepasst. Falls ein Team den Motorwechsel anordnet, werden dem betreffenden Fahrer sowie dem Team zehn Punkte abgezogen. In diesem Fall wird das Fahrzeug ans Ende des Startfeldes versetzt. Eine Ausnahme bildet das Indianapolis 500. Startplatzstrafen für dieses Rennen werden erst im darauf folgenden Rennen angewandt.

### Namensänderung
Nachdem das Bekleidungsunternehmen Izod das Titelsponsoring der Serie eingestellt hatte, übernahm das Telekommunikationsunternehmen Verizon Communications diese Position. Die Serie heißt seit 2014 Verizon IndyCar Series.

## Teams und Fahrer
Alle Teams benutzen das Chassis DW12 sowie Aero-Kits von Dallara und Reifen von Firestone.
| Team                                                       | Nr. | Fahrer             | Motor     | Veranstaltung               |
| ---------------------------------------------------------- | --- | ------------------ | --------- | --------------------------- |
| Target Chip Ganassi Racing                                 | 09  | Scott Dixon        | Chevrolet | 1–18                        |
| Target Chip Ganassi Racing                                 | 10  | Tony Kanaan        | Chevrolet | 1–18                        |
| NTT Data Chip Ganassi Racing                               | 08  | Ryan Briscoe       | Chevrolet | 1–18                        |
| Chip Ganassi Racing Teams Novo Nordisk Chip Ganassi Racing | 83  | Charlie Kimball    | Chevrolet | 1–18                        |
| Penske Motorsports                                         | 02  | Juan Pablo Montoya | Chevrolet | 1–18                        |
| Team Penske                                                | 03  | Hélio Castroneves  | Chevrolet | 1–18                        |
| Team Penske                                                | 12  | Will Power         | Chevrolet | 1–18                        |
| Schmidt Peterson Motorsports                               | 05  | Jacques Villeneuve | Honda     | 5                           |
| Schmidt Peterson Motorsports                               | 07  | Mikhail Aleshin    | Honda     | 1–18                        |
| Schmidt Peterson Hamilton Motorsports                      | 77  | Simon Pagenaud     | Honda     | 1–18                        |
| Andretti Autosport                                         | 25  | Marco Andretti     | Honda     | 1–18                        |
| Andretti Autosport                                         | 26  | Franck Montagny    | Honda     | 4                           |
| Andretti Autosport                                         | 26  | Kurt Busch         | Honda     | 5                           |
| Andretti Autosport                                         | 27  | James Hinchcliffe  | Honda     | 1–18                        |
| Andretti Autosport                                         | 28  | Ryan Hunter-Reay   | Honda     | 1–18                        |
| Andretti – HVM                                             | 34  | Carlos Muñoz       | Honda     | 1–18                        |
| Dale Coyne Racing                                          | 18  | Carlos Huertas     | Honda     | 1–18                        |
| Dale Coyne Racing                                          | 19  | Justin Wilson      | Honda     | 1–18                        |
| Dale Coyne Racing                                          | 63  | Pippa Mann         | Honda     | 5                           |
| KV Racing Technology                                       | 06  | Townsend Bell      | Chevrolet | 5                           |
| KV Racing Technology                                       | 33  | James Davison      | Chevrolet | 5                           |
| KVSH Racing                                                | 11  | Sébastien Bourdais | Chevrolet | 1–18                        |
| KV AFS Racing                                              | 17  | Sebastian Saavedra | Chevrolet | 1–18                        |
| Sarah Fisher Hartman Racing                                | 67  | Josef Newgarden    | Honda     | 1–18                        |
| Sarah Fisher Hartman Racing                                | 68  | Alex Tagliani      | Honda     | 5                           |
| Ed Carpenter Racing                                        | 20  | Mike Conway        | Chevrolet | 1–4, 6, 7, 9, 10, 13–15, 17 |
| Ed Carpenter Racing                                        | 20  | Ed Carpenter       | Chevrolet | 5, 8, 11, 12, 16, 18        |
| Ed Carpenter Racing                                        | 21  | J. R. Hildebrand   | Chevrolet | 5                           |
| A. J. Foyt Enterprises                                     | 14  | Takuma Satō        | Honda     | 1–18                        |
| A. J. Foyt Enterprises                                     | 41  | Martin Plowman     | Honda     | 4, 5                        |
| Rahal Letterman Lanigan Racing                             | 15  | Graham Rahal       | Honda     | 1–18                        |
| Rahal Letterman Lanigan Racing                             | 16  | Oriol Servià       | Honda     | 2–5                         |
| Rahal Letterman Lanigan Racing                             | 16  | Luca Filippi       | Honda     | 9, 10, 13, 14               |
| BHA/BBM with Curb Agajanian                                | 98  | Jack Hawksworth    | Honda     | 1–18                        |
| Dreyer and Reinbold – Kingdom Racing                       | 22  | Sage Karam         | Chevrolet | 5                           |
| Lazier Partners Racing                                     | 91  | Buddy Lazier       | Chevrolet | 5                           |

### Änderungen bei den Fahrern
Die folgende Auflistung enthält alle Fahrer, die an der IndyCar Series 2013 teilgenommen haben und in der Saison 2014 nicht für dasselbe Team wie 2013 starten.
Fahrer, die ihr Team gewechselt haben:
- Townsend Bell: Panther Racing → KVSH Racing
- Sébastien Bourdais: Dragon Racing → KVSH Racing
- Ryan Briscoe: Panther Racing → NTT Data Chip Ganassi Racing
- Mike Conway: Dale Coyne Racing → Ed Carpenter Racing
- James Davison: Dale Coyne Racing → KVSH Racing
- Luca Filippi: Bryan Herta Autosport w/Curb-Agajanian → Rahal Letterman Lanigan Racing
- J. R. Hildebrand: Bryan Herta Autosport w/Curb-Agajanian → Ed Carpenter Racing
- Tony Kanaan: KV Racing Technology → Target Chip Ganassi Racing
- Sebastian Saavedra: Dragon Racing → KV AFS Racing
- Oriol Servià: Panther Racing → Rahal Letterman Lanigan Racing
- Alex Tagliani: Target Chip Ganassi Racing → Sarah Fisher Hartman Racing

Fahrer, die in die IndyCar Series einsteigen bzw. zurückkehren:
- Mikhail Aleshin: Formel Renault 3.5 (Tech 1 Racing) → Schmidt Peterson Motorsports
- Kurt Busch: NASCAR Sprint Cup (Furniture Row Racing) → Andretti Autosport
- Jack Hawksworth: Indy Lights (Schmidt Peterson c/w Curb‐Agajanian) → BHA/BBM with Curb Agajanian
- Carlos Huertas: Formel Renault 3.5 (Carlin) → Dale Coyne Racing
- Sage Karam: Indy Lights Schmidt Peterson c/w Curb‐Agajanian → Dreyer and Reinbold – Kingdom Racing
- Franck Montagny: Auszeit → Andretti Autosport
- Juan Pablo Montoya: NASCAR Sprint Cup (Earnhardt Ganassi Racing) → Penske Motorsports
- Martin Plowman: FIA-Langstrecken-Weltmeisterschaft (OAK Racing) → A. J. Foyt Enterprises
- Jacques Villeneuve: NASCAR Sprint Cup (Phoenix Racing) → Schmidt Peterson Motorsports

Fahrer, die die IndyCar Series verlassen haben:
- A. J. Allmendinger: Team Penske → NASCAR Sprint Cup (JTG Daugherty Racing)
- Dario Franchitti: Target Chip Ganassi Racing → Karriereende
- Katherine Legge: Schmidt Peterson Motorsports → United SportsCar Championship (DeltaWing Racing Cars)
- Lucas Luhr: RW Motorsport/SFHR → United SportsCar Championship (Muscle Milk Pickett Racing)
- Tristan Vautier: Schmidt Peterson Motorsports → United SportsCar Championship (SpeedSource Race Engineering)

Fahrer, die noch keinen Vertrag für ein Renncockpit 2014 besitzen:
| - Ana Beatriz - Conor Daly - James Jakes | - Michel Jourdain junior - Simona de Silvestro - E. J. Viso | - Stefan Wilson |

## Rennkalender
Der Rennkalender der IndyCar Series wurde am 17. Oktober 2013 veröffentlicht und umfasst 18 Rennen auf 15 Rennstrecken.
Das Itaipava São Paulo Indy 300 presented by Nestle und der Grand Prix of Baltimore waren nicht mehr im Kalender. Neu hinzugekommen ist der Grand Prix of Indianapolis.
| Nr. | Datum      | Veranstaltung (Rennstrecke)                                   | Distanz (Meilen) | Erster                                 | Zweiter                                | Dritter                                | Pole-Position                          | Schnellste Runde                       | Meiste Führungsrunden                  |
| --- | ---------- | ------------------------------------------------------------- | ---------------- | -------------------------------------- | -------------------------------------- | -------------------------------------- | -------------------------------------- | -------------------------------------- | -------------------------------------- |
| 01. | 30. März   | Firestone Grand Prix of St. Petersburg (Saint Petersburg) (T) | 198              | Will Power (Dallara-Chevrolet)         | Ryan Hunter-Reay (Dallara-Honda)       | Hélio Castroneves (Dallara-Chevrolet)  | Takuma Satō (Dallara-Honda)            | Will Power (Dallara-Chevrolet)         | Will Power (Dallara-Chevrolet)         |
| 02. | 13. April  | Toyota Grand Prix of Long Beach (Long Beach) (T)              | 157,44           | Mike Conway (Dallara-Chevrolet)        | Will Power (Dallara-Chevrolet)         | Carlos Muñoz (Dallara-Honda)           | Ryan Hunter-Reay (Dallara-Honda)       | Hélio Castroneves (Dallara-Chevrolet)  | Ryan Hunter-Reay (Dallara-Honda)       |
| 03. | 26. April  | Honda Indy Grand Prix of Alabama (Birmingham) (P)             | 158,7            | Ryan Hunter-Reay (Dallara-Honda)       | Marco Andretti (Dallara-Honda)         | Scott Dixon (Dallara-Chevrolet)        | Will Power (Dallara-Chevrolet)         | Scott Dixon (Dallara-Chevrolet)        | Ryan Hunter-Reay (Dallara-Honda)       |
| 04. | 10. Mai    | Grand Prix of Indianapolis (Indianapolis) (P)                 | 199,998          | Simon Pagenaud (Dallara-Honda)         | Ryan Hunter-Reay (Dallara-Honda)       | Hélio Castroneves (Dallara-Chevrolet)  | Sebastian Saavedra (Dallara-Chevrolet) | Scott Dixon (Dallara-Chevrolet)        | Jack Hawksworth (Dallara-Honda)        |
| 05. | 25. Mai    | Indianapolis 500 (Indianapolis) (O)                           | 500              | Ryan Hunter-Reay (Dallara-Honda)       | Hélio Castroneves (Dallara-Chevrolet)  | Marco Andretti (Dallara-Honda)         | Ed Carpenter (Dallara-Chevrolet)       | Juan Pablo Montoya (Dallara-Chevrolet) | Ryan Hunter-Reay (Dallara-Honda)       |
| 06. | 31. Mai    | Chevrolet Indy Dual in Detroit (Detroit) (T)                  | 164,5            | Will Power (Dallara-Chevrolet)         | Graham Rahal (Dallara-Honda)           | Tony Kanaan (Dallara-Chevrolet)        | Hélio Castroneves (Dallara-Chevrolet)  | Graham Rahal (Dallara-Honda)           | Hélio Castroneves (Dallara-Chevrolet)  |
| 07. | 01. Juni   | Chevrolet Indy Dual in Detroit (Detroit) (T)                  | 164,5            | Hélio Castroneves (Dallara-Chevrolet)  | Will Power (Dallara-Chevrolet)         | Charlie Kimball (Dallara-Chevrolet)    | Takuma Satō (Dallara-Honda)            | Scott Dixon (Dallara-Chevrolet)        | Hélio Castroneves (Dallara-Chevrolet)  |
| 08. | 07. Juni   | Firestone 600 (Fort Worth) (O)                                | 360,84           | Ed Carpenter (Dallara-Chevrolet)       | Will Power (Dallara-Chevrolet)         | Juan Pablo Montoya (Dallara-Chevrolet) | Will Power (Dallara-Chevrolet)         | Tony Kanaan (Dallara-Chevrolet)        | Will Power (Dallara-Chevrolet)         |
| 09. | 28. Juni   | Shell and Pennzoil Grand Prix of Houston (Houston) (T)        | 130,72           | Carlos Huertas (Dallara-Honda)         | Juan Pablo Montoya (Dallara-Chevrolet) | Carlos Muñoz (Dallara-Honda)           | Simon Pagenaud (Dallara-Honda)         | Simon Pagenaud (Dallara-Honda)         | James Hinchcliffe (Dallara-Honda)      |
| 10. | 29. Juni   | Shell and Pennzoil Grand Prix of Houston (Houston) (T)        | 147,06           | Simon Pagenaud (Dallara-Honda)         | Mikhail Aleshin (Dallara-Honda)        | Jack Hawksworth (Dallara-Honda)        | Hélio Castroneves (Dallara-Chevrolet)  | Simon Pagenaud (Dallara-Honda)         | Hélio Castroneves (Dallara-Chevrolet)  |
| 11. | 06. Juli   | Pocono IndyCar 500 (Long Pond) (O)                            | 500              | Juan Pablo Montoya (Dallara-Chevrolet) | Hélio Castroneves (Dallara-Chevrolet)  | Carlos Muñoz (Dallara-Honda)           | Juan Pablo Montoya (Dallara-Chevrolet) | Ryan Briscoe (Dallara-Chevrolet)       | Tony Kanaan (Dallara-Chevrolet)        |
| 12. | 12. Juli   | Iowa Corn Indy 300 (Newton) (O)                               | 268,2            | Ryan Hunter-Reay (Dallara-Honda)       | Josef Newgarden (Dallara-Honda)        | Tony Kanaan (Dallara-Chevrolet)        | Scott Dixon (Dallara-Chevrolet)        | Josef Newgarden (Dallara-Honda)        | Tony Kanaan (Dallara-Chevrolet)        |
| 13. | 20. Juli   | Honda Indy Toronto (Toronto) (T)                              | 114,075          | Sébastien Bourdais (Dallara-Chevrolet) | Hélio Castroneves (Dallara-Chevrolet)  | Tony Kanaan (Dallara-Chevrolet)        | Sébastien Bourdais (Dallara-Chevrolet) | Simon Pagenaud (Dallara-Honda)         | Sébastien Bourdais (Dallara-Chevrolet) |
| 14. | 20. Juli   | Honda Indy Toronto (Toronto) (T)                              | 98,28            | Mike Conway (Dallara-Chevrolet)        | Tony Kanaan (Dallara-Chevrolet)        | Will Power (Dallara-Chevrolet)         | Hélio Castroneves (Dallara-Chevrolet)  | Juan Pablo Montoya (Dallara-Chevrolet) | Hélio Castroneves (Dallara-Chevrolet)  |
| 15. | 03. August | Honda Indy 200 at Mid-Ohio (Lexington) (P)                    | 203,22           | Scott Dixon (Dallara-Chevrolet)        | Sébastien Bourdais (Dallara-Chevrolet) | James Hinchcliffe (Dallara-Honda)      | Sébastien Bourdais (Dallara-Chevrolet) | Hélio Castroneves (Dallara-Chevrolet)  | Scott Dixon (Dallara-Chevrolet)        |
| 16. | 17. August | ABC Supply Wisconsin 250 (West Allis) (O)                     | 253,75           | Will Power (Dallara-Chevrolet)         | Juan Pablo Montoya (Dallara-Chevrolet) | Tony Kanaan (Dallara-Chevrolet)        | Will Power (Dallara-Chevrolet)         | Josef Newgarden (Dallara-Honda)        | Will Power (Dallara-Chevrolet)         |
| 17. | 24. August | GoPro Grand Prix of Sonoma (Sonoma) (P)                       | 196,35           | Scott Dixon (Dallara-Chevrolet)        | Ryan Hunter-Reay (Dallara-Honda)       | Simon Pagenaud (Dallara-Honda)         | Will Power (Dallara-Chevrolet)         | Hélio Castroneves (Dallara-Chevrolet)  | Will Power (Dallara-Chevrolet)         |
| 18. | 30. August | MAVTV 500 (Fontana) (O)                                       | 500              | Tony Kanaan (Dallara-Chevrolet)        | Scott Dixon (Dallara-Chevrolet)        | Ed Carpenter (Dallara-Chevrolet)       | Hélio Castroneves (Dallara-Chevrolet)  | Will Power (Dallara-Chevrolet)         | Juan Pablo Montoya (Dallara-Chevrolet) |

- Erklärung: O: Ovalkurs, T: temporäre Rennstrecke (Stadtkurs), P: permanente Rennstrecke. Rennen mit gelbem Hintergrund zählen zur Triple Crown

Anmerkungen
1. ↑  Das Qualifying zum zweiten Rennen des Chevrolet Indy Dual in Detroit wurde in zwei Gruppen ausgetragen. Der schnellere der beiden Gruppensieger – Takuma Satō – erhielt die Pole-Position, James Hinchcliffe den zweiten Startplatz. Beide Fahrer erhielten einen Bonuspunkt für den Pole-Setter.
2. ↑  Das Qualifying zum zweiten Rennen des Shell and Pennzoil Grand Prix of Houston wurde in zwei Gruppen ausgetragen. Der schnellere der beiden Gruppensieger – Hélio Castroneves – erhielt die Pole-Position, Mikhail Aleshin den zweiten Startplatz. Beide Fahrer erhielten einen Bonuspunkt für den Pole-Setter.
3. ↑   Die Pole-Position zum zweiten Rennen des Honda Indy Toronto wurde anhand der Entrant-Points vergeben.

## Rennberichte

### 1. Rennen: Firestone Grand Prix of St. Petersburg
| Platz | Fahrer            | Team                   | Zeit         |
| ----- | ----------------- | ---------------------- | ------------ |
| 1     | Will Power        | Team Penske            | 2:06:57,6288 |
| 2     | Ryan Hunter-Reay  | Andretti Autosport     | + 1,9475     |
| 3     | Hélio Castroneves | Team Penske            | + 7,8716     |
| PP    | Takuma Satō       | A. J. Foyt Enterprises | 1:01,8686    |
| SR    | Will Power        | Team Penske            | 1:02,3404    |

- Streckentyp: temporäre Rennstrecke (Stadtkurs)

Der Firestone Grand Prix of St. Petersburg in den Streets of St. Petersburg, Saint Petersburg, Florida, Vereinigte Staaten fand am 30. März 2013 statt und ging über eine Distanz von 110 Runden à 2,897 km, was einer Gesamtdistanz von 318,650 km entspricht.
Will Power gewann das Rennen vor Ryan Hunter-Reay und Hélio Castroneves.

### 2. Rennen: Toyota Grand Prix of Long Beach
| Platz | Fahrer            | Team                | Zeit         |
| ----- | ----------------- | ------------------- | ------------ |
| 1     | Mike Conway       | Ed Carpenter Racing | 1:54:41,6418 |
| 2     | Will Power        | Team Penske         | + 0,9005     |
| 3     | Carlos Muñoz      | Andretti – HVM      | + 1,5591     |
| PP    | Ryan Hunter-Reay  | Andretti Autosport  | 1:07,8219    |
| SR    | Hélio Castroneves | Team Penske         | 1:09,0691    |

- Streckentyp: temporäre Rennstrecke (Stadtkurs)

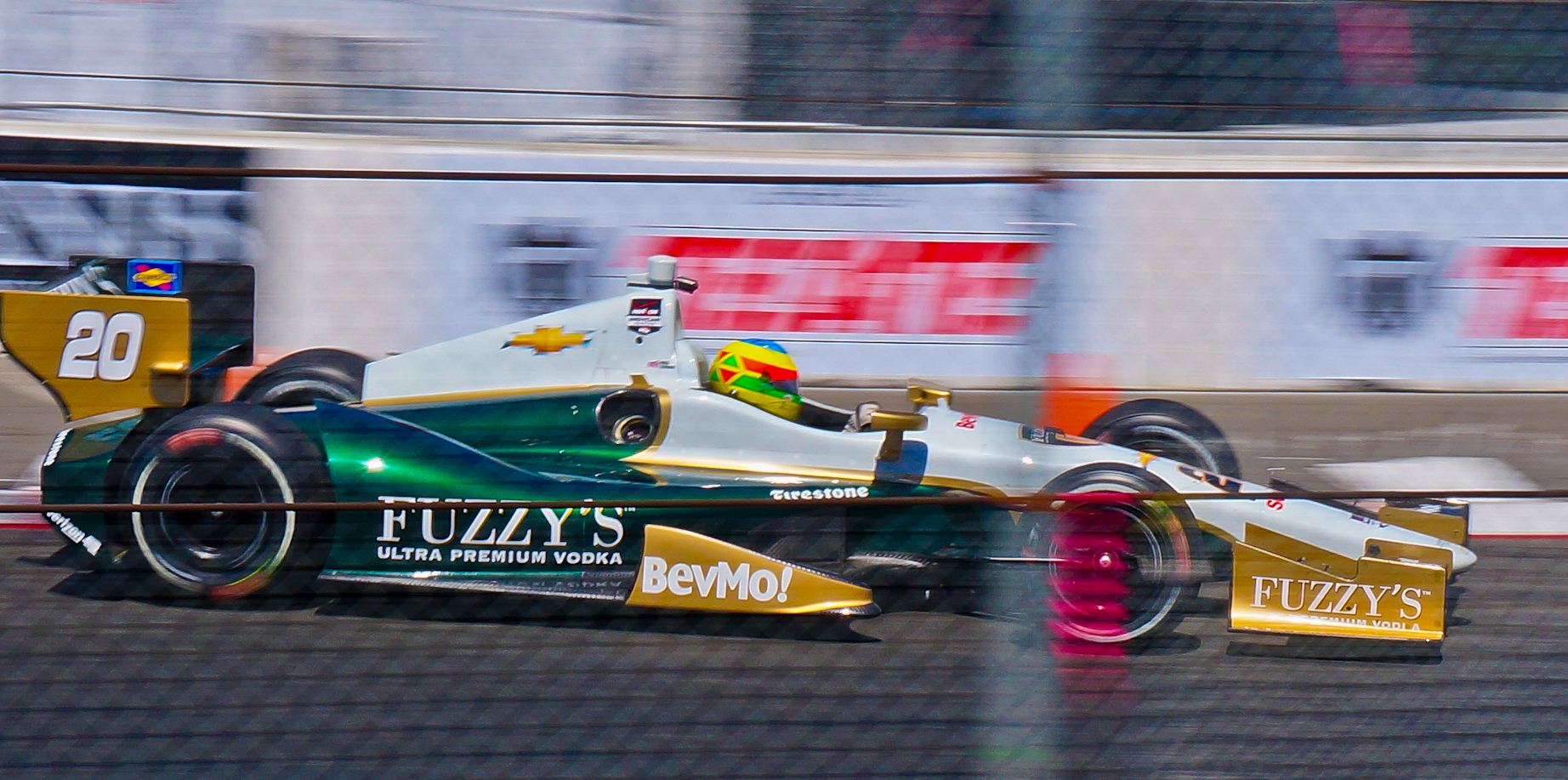
Mike Conway

Der Toyota Grand Prix of Long Beach auf dem Long Beach Grand Prix Circuit, Long Beach, Kalifornien, Vereinigte Staaten fand am 13. April 2014 statt und ging über eine Distanz von 80 Runden à 3,167 km, was einer Gesamtdistanz von 253,375 km entspricht.
Mike Conway gewann das Rennen vor Will Power und Carlos Muñoz.
In der zweiten Rennhälfte gab es eine Massenkarambolage, bei der die bis dahin dominierenden Fahrer James Hinchcliffe, Ryan Hunter-Reay und Josef Newgarden ausschieden.

### 3. Rennen: Honda Indy Grand Prix of Alabama
| Platz | Fahrer           | Team                       | Zeit         |
| ----- | ---------------- | -------------------------- | ------------ |
| 1     | Ryan Hunter-Reay | Andretti Autosport         | 1:40:43,3337 |
| 2     | Marco Andretti   | Andretti Autosport         | + 1,0364     |
| 3     | Scott Dixon      | Target Chip Ganassi Racing | + 1,4286     |
| PP    | Will Power       | Team Penske                | 1:08,3120    |
| SR    | Scott Dixon      | Target Chip Ganassi Racing | 1:09,2995    |

- Streckentyp: permanente Rennstrecke

Der Honda Indy Grand Prix of Alabama im Barber Motorsports Park, Birmingham, Alabama, Vereinigte Staaten fand am 27. April 2014 statt und ging über eine Distanz von 69 Runden à 3,701 km, was einer Gesamtdistanz von 255,413 km entspricht.
Ryan Hunter-Reay gewann das Rennen vor Marco Andretti und Scott Dixon.
Die Renndistanz von ursprünglich 90 Runden wurde wegen starker Gewitter auf 100 Minuten reduziert.

## Wertungen

### Punktesystem
Die Punkte werden nach folgendem Schema vergeben:
| Position                          | 1   | 2  | 3  | 4  | 5  | 6  | 7  | 8  | 9  | 10 | 11 | 12 | 13 | 14 | 15 | 16 | 17 | 18 | 19 | 20 | 21 | 22 | 23 | 24 | 25 | 26 | 27 | 28 | 29 | 30 | 31 | 32 | 33 |
| --------------------------------- | --- | -- | -- | -- | -- | -- | -- | -- | -- | -- | -- | -- | -- | -- | -- | -- | -- | -- | -- | -- | -- | -- | -- | -- | -- | -- | -- | -- | -- | -- | -- | -- | -- |
| Standardrennen                    | 50  | 40 | 35 | 32 | 30 | 28 | 26 | 24 | 22 | 20 | 19 | 18 | 17 | 16 | 15 | 14 | 13 | 12 | 11 | 10 | 9  | 8  | 7  | 6  | 5  | 5  | 5  | 5  | 5  | 5  | 5  | 5  | 5  |
| Triple Crown                      | 100 | 80 | 70 | 64 | 60 | 56 | 52 | 48 | 44 | 40 | 38 | 36 | 34 | 32 | 30 | 28 | 26 | 24 | 22 | 20 | 18 | 16 | 14 | 12 | 10 | 10 | 10 | 10 | 10 | 10 | 10 | 10 | 10 |
| Indianapolis 500 Qualifying       | 33  | 32 | 31 | 30 | 29 | 28 | 27 | 26 | 25 | 24 | 23 | 22 | 21 | 20 | 19 | 18 | 17 | 16 | 15 | 14 | 13 | 12 | 11 | 10 | 9  | 8  | 7  | 6  | 5  | 4  | 3  | 2  | 1  |
| Indianapolis 500 Top-9-Qualifying | 9   | 8  | 7  | 6  | 5  | 4  | 3  | 2  | 1  | 0  | 0  | 0  | 0  | 0  | 0  | 0  | 0  | 0  | 0  | 0  | 0  | 0  | 0  | 0  | 0  | 0  | 0  | 0  | 0  | 0  | 0  | 0  |    |

Außerdem gibt es einen Zusatzpunkt für die Pole-Position und zwei zusätzliche Punkte für den Fahrer, der das Rennen die meisten Runden angeführt hat. Alle Fahrer mit mindestens einer Führungsrunde erhalten zudem einen Punkt.

### Fahrerwertung
| 01   | W. Power       | 1*  | 2   | 5°  | 8   | 5    | 3    | 8°   | 1°  | 2°  | 2*  | 14  | 11  | 10° | 14  | 9   | 3°  | 6   | 1*  | 10* | 9°  | 671    |
| 02   | H. Castroneves | 3°  | 11  | 19  | 3°  | 3    | 4    | 2°   | 5*  | 1*  | 8   | 9   | 21* | 2   | 8°  | 2°  | 12* | 19  | 11  | 18  | 14° | 609    |
| 03   | S. Dixon       | 4   | 12° | 3°  | 15  | 15   | 11   | 29°  | 11° | 4   | 5   | 19  | 18  | 5   | 4°  | 5   | 7   | 1*  | 4   | 1°  | 2°  | 604    |
| 04   | J. Montoya     | 15  | 4   | 21  | 16  | 13   | 10   | 5°   | 12  | 13  | 3°  | 2   | 7   | 1°  | 16  | 18  | 19  | 11  | 2°  | 5°  | 4*  | 586    |
| 05   | S. Pagenaud    | 5   | 5   | 4   | 1°  | 7    | 5    | 12   | 22  | 6   | 4   | 16° | 1°  | 6   | 11  | 4°  | 22  | 9   | 7   | 3   | 20  | 565    |
| 06   | R. Hunter‑Reay | 2   | 20* | 1*  | 2°  | 11   | 19   | 1*   | 16  | 19  | 19  | 7   | 6   | 18  | 1°  | 21  | 14  | 10° | 21  | 2   | 16° | 563    |
| 07   | T. Kanaan      | 6   | 18  | 9   | 10  | 23   | 16   | 26°  | 3   | 9   | 6   | 13  | 10  | 11* | 3*  | 3   | 2   | 21  | 3°  | 13° | 1°  | 544    |
| 08   | C. Muñoz       | 17  | 3   | 23  | 24  | 2    | 7    | 4    | 7   | 8   | 13  | 3   | 22  | 3   | 12  | 17  | 17  | 4   | 22  | 19  | 8   | 483    |
| 09   | M. Andretti    | 22  | 8   | 2°  | 14  | 6    | 6    | 3°   | 10° | 16  | 22  | 8   | 9   | 9   | 18  | 16  | 8   | 22  | 13  | 8   | 11° | 463    |
| 10   | S. Bourdais    | 13  | 14  | 15  | 4°  | 24   | 17   | 7    | 13  | 20  | 20  | 4   | 5   | 16° | 19  | 1*  | 9   | 2°  | 12  | 11  | 18  | 461    |
| 11   | R. Briscoe     | 10  | 17  | 11  | 6   | 17   | 30   | 18   | 15° | 10  | 9   | 12  | 8   | 4   | 9   | 12  | 11  | 8   | 6   | 17  | 7   | 461    |
| 12   | J. Hinchcliffe | 19  | 21  | 7   | 20  | 4    | 2    | 28°  | 6   | 5°  | 14  | 5*  | 14  | 12  | 6   | 8   | 18  | 3°  | 19  | 12  | 6°  | 456    |
| 13   | J. Newgarden   | 9   | 19° | 8   | 17  | 8    | 8    | 30   | 20  | 17  | 11  | 20  | 20  | 8°  | 2   | 20  | 13° | 12° | 5   | 6°  | 10  | 406    |
| 14   | C. Kimball     | 20  | 23  | 10  | 5   | 19   | 26   | 31   | 9   | 3   | 10  | 18  | 4   | 17  | 10  | 7   | 4   | 7   | 16  | 21  | 12  | 402    |
| 15   | J. Wilson      | 8   | 16  | 6°  | 11° | 14   | 14   | 22   | 4   | 12  | 21  | 10° | 12  | 14  | 13  | 10  | 10° | 15  | 17  | 9   | 13  | 395    |
| 16   | M. Aleshin     | 12  | 6   | 22  | 25  | 16   | 15   | 21°  | 17° | 7°  | 7   | 23  | 2   | 7   | 21  | 11  | 23  | 14  | 8   | 7   | 22  | 372    |
| 17   | J. Hawksworth  | 21  | 15  | 12  | 7*  | 12   | 13   | 20   | 19  | 14° | 15  | 6   | 3   | 22  | 15  | 13  | 6   | 16  | 10  | 15  | 15  | 366    |
| 18   | T. Satō        | 7°  | 22  | 13  | 9   | 18   | 23   | 19   | 18  | 18° | 18  | 22° | 19  | 21  | 22  | 23  | 5   | 18  | 15  | 4°  | 6   | 350    |
| 19   | G. Rahal       | 14  | 13  | 17  | 21  | 20   | 20   | 33   | 2°  | 21  | 12  | 11  | 16  | 19  | 7   | 6   | 20  | 5   | 14  | 20° | 19  | 345    |
| 20   | C. Huertas     | 18  | 10  | 16  | 13  | 30   | 21   | 17   | 8   | 15  | 16  | 1°  | 23  | 20  | 20  | 14  | 15  | 17  | 20  | 22  | 21  | 314    |
| 21   | S. Saavedra    | 11  | 9°  | 18° | 23  | 26   | 32   | 15   | 14  | 22  | 17  | 15  | 17  | 15  | 17  | 19  | 21  | 20  | 18  | 16  | 17  | 291    |
| 22   | E. Carpenter   |     |     |     |     | 1    | 1    | 27°  |     |     | 1°  |     |     | 13  | 5   |     |     |     | 9°  |     | 3°  | 262    |
| 23   | M. Conway      | 16° | 1°  | 14  | 19  |      |      |      | 21  | 11° |     | 17  | 13  |     |     | 15  | 1°  | 13  |     | 14° |     | 252    |
| 24   | O. Servià      |     | 7   | 20  | 12° | 29   | 18   | 11   |     |     |     |     |     |     |     |     |     |     |     |     |     | 88     |
| 25   | K. Busch       |     |     |     |     | 10   | 12   | 6    |     |     |     |     |     |     |     |     |     |     |     |     |     | 80     |
| 26   | J. Hildebrand  |     |     |     |     | 9    | 9    | 10   |     |     |     |     |     |     |     |     |     |     |     |     |     | 66     |
| 27   | S. Karam       |     |     |     |     | 21   | 31   | 9    |     |     |     |     |     |     |     |     |     |     |     |     |     | 57     |
| 28   | L. Filippi     |     |     |     |     |      |      |      |     |     |     | 21  | 15  |     |     | 22  | 16  |     |     |     |     | 46     |
| 29   | J. Davison     |     |     |     |     | 28   | 28   | 16   |     |     |     |     |     |     |     |     |     |     |     |     |     | 34     |
| 30   | J. Villeneuve  |     |     |     |     | 27   | 27   | 14   |     |     |     |     |     |     |     |     |     |     |     |     |     | 29     |
| 31   | A. Tagliani    |     |     |     |     | 31   | 24   | 13°  |     |     |     |     |     |     |     |     |     |     |     |     |     | 28     |
| 32   | T. Bell        |     |     |     |     | 22   | 25   | 25   |     |     |     |     |     |     |     |     |     |     |     |     |     | 22     |
| 33   | P. Mann        |     |     |     |     | 25   | 22   | 24   |     |     |     |     |     |     |     |     |     |     |     |     |     | 21     |
| 34   | M. Plowman     |     |     |     | 18  | 32   | 29   | 23   |     |     |     |     |     |     |     |     |     |     |     |     |     | 18     |
| 35   | B. Lazier      |     |     |     |     | 33   | 33   | 32   |     |     |     |     |     |     |     |     |     |     |     |     |     | 11     |
| 36   | F. Montagny    |     |     |     | 22  |      |      |      |     |     |     |     |     |     |     |     |     |     |     |     |     | 8      |
| Pos. | Fahrer         | STP | LBH | ALA | IMS | INDY | INDY | INDY | DET | DET | TXS | HOU | HOU | POC | IOW | TOR | TOR | MDO | MIL | SNM | FON | Punkte |

| Farbe      | Bedeutung                                          |
| ---------- | -------------------------------------------------- |
| Gold       | Sieger                                             |
| Silber     | 2. Platz                                           |
| Bronze     | 3. Platz                                           |
| Grün       | 4. und 5. Platz                                    |
| Hellblau   | 6. bis 10. Platz                                   |
| Dunkelblau | Rennen beendet (außerhalb der ersten zehn Piloten) |
| Violett    | Rennen nicht beendet                               |
| Rot        | nicht qualifiziert (DNQ)                           |
| Schwarz    | disqualifiziert (DSQ)                              |
| Weiß       | nicht am Start (DNS)                               |
| Weiß       | zurückgezogen (WD)                                 |
| Weiß       | Rennen abgesagt (C)                                |
| Blanko     | nicht teilgenommen                                 |
| Blanko     | nicht erschienen (DNA)                             |
| Blanko     | verletzt oder krank (INJ)                          |
| Blanko     | ausgeschlossen (EX)                                |

| Weitere Notation   |                                            |
| Fett               | Pole-Position (1 Punkt)                    |
| Kursiv             | Schnellste Rennrunde                       |
| *                  | Meiste Führungsrunden (2 Punkte + 1 Punkt) |
| °                  | Mindestens eine Führungsrunde (1 Punkt)    |
| Rookie of the Year |                                            |
| Rookie             |                                            |

| Farbe      | Bedeutung          |
| ---------- | ------------------ |
| Gold       | 1. Platz           |
| Silber     | 2. Platz           |
| Bronze     | 3. Platz           |
| Grün       | 4. und 5. Platz    |
| Hellblau   | 6. bis 9. Platz    |
| Dunkelblau | 10. bis 33. Platz  |
| Rot        | nicht qualifiziert |

| Farbe      | Bedeutung                                          |
| ---------- | -------------------------------------------------- |
| Gold       | Sieger                                             |
| Silber     | 2. Platz                                           |
| Bronze     | 3. Platz                                           |
| Grün       | 4. und 5. Platz                                    |
| Hellblau   | 6. bis 10. Platz                                   |
| Dunkelblau | Rennen beendet (außerhalb der ersten zehn Piloten) |
| Violett    | Rennen nicht beendet                               |
| Rot        | nicht qualifiziert (DNQ)                           |
| Schwarz    | disqualifiziert (DSQ)                              |
| Weiß       | nicht am Start (DNS)                               |
| Weiß       | zurückgezogen (WD)                                 |
| Weiß       | Rennen abgesagt (C)                                |
| Blanko     | nicht teilgenommen                                 |
| Blanko     | nicht erschienen (DNA)                             |
| Blanko     | verletzt oder krank (INJ)                          |
| Blanko     | ausgeschlossen (EX)                                |

| Weitere Notation   |                                            |
| Fett               | Pole-Position (1 Punkt)                    |
| Kursiv             | Schnellste Rennrunde                       |
| *                  | Meiste Führungsrunden (2 Punkte + 1 Punkt) |
| °                  | Mindestens eine Führungsrunde (1 Punkt)    |
| Rookie of the Year |                                            |
| Rookie             |                                            |

| Farbe      | Bedeutung          |
| ---------- | ------------------ |
| Gold       | 1. Platz           |
| Silber     | 2. Platz           |
| Bronze     | 3. Platz           |
| Grün       | 4. und 5. Platz    |
| Hellblau   | 6. bis 9. Platz    |
| Dunkelblau | 10. bis 33. Platz  |
| Rot        | nicht qualifiziert |

- Martin Plowman, Oriol Servià, Alex Tagliani und Jacques Villeneuve wurden wegen eines außerplanmäßigen Motorwechsels aus eigener Initiative 10 Punkte abgezogen.
- Da das zweite Qualifying in Toronto ausgefallen war, gab es keinen Bonuspunkt für die Pole-Position.